# 컴에어 (남아프리카공화국)
컴에어(영어: Comair)은 남아프리카공화국의 항공사로 본사는 남아프리카공화국 캠톤파크에 위치해 있으며 1943년에 설립했다. 허브 공항은 O. R. 탐보 국제공항을 사용하고 있다.

## 보유 기종
- 2019년 10월 기준으로 컴에어는 다음과 같은 기종을 보유하고 있으며 현재 보유하고 있다.[1][2]

## 사진

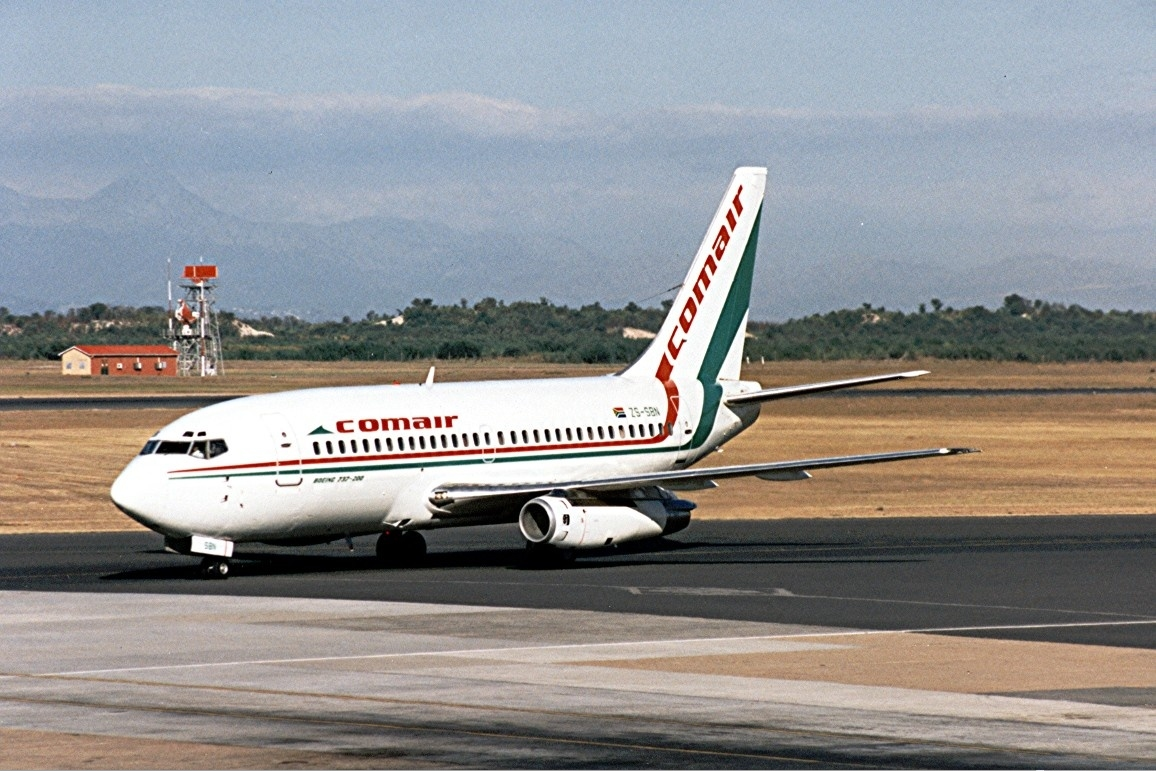
컴에어의 보잉 737-200 구도색
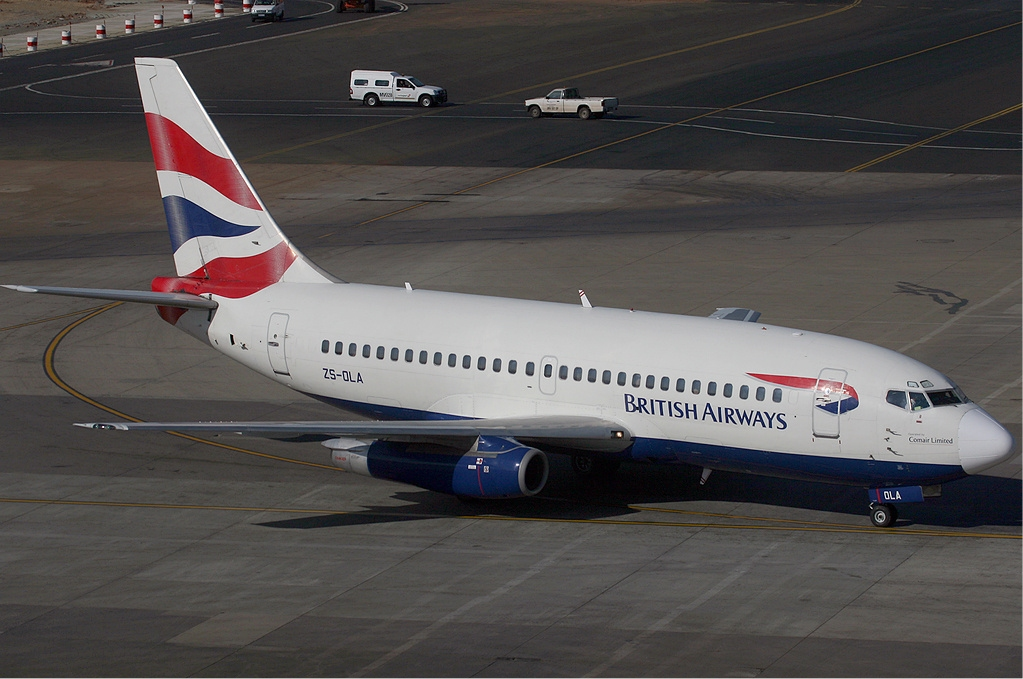
컴에어의 보잉 737-200
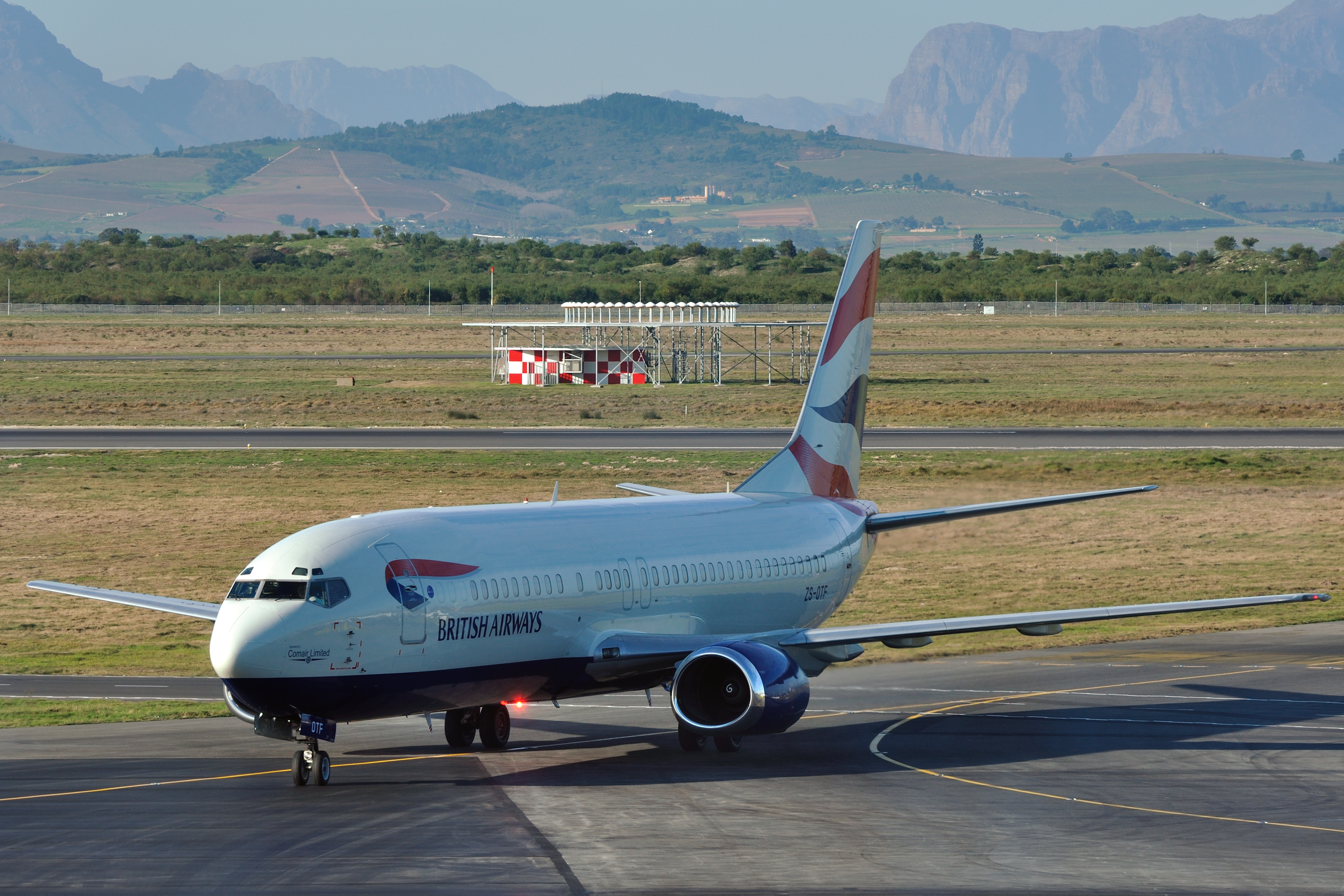
컴에어의 보잉 737-400